# Visconde de Setúbal
Visconde de Setúbal é um título nobiliárquico criado por D. Maria II de Portugal, por Decreto de 13 de Outubro de 1843, em favor de João Schwalbach, antes 1.° Barão de Setúbal.
Titulares
1. João Schwalbach, 1.° Barão e 1.° Visconde de Setúbal.

Após a Implantação da República Portuguesa, e com o fim do sistema nobiliárquico, usou o título: 
1. Daniel Carlos da Silva de Noronha Feio, 2.° Visconde de Setúbal, 2.° Conde de Ribeiro da Silva.